# Wolfer
Wolfer o Wolfger (anche Walfer) (... – tra 1158 e 1161) fu un cavaliere tedesco, forse proveniente dal ducato di Svevia, che, insieme al fratello Héder, si stabilì nel regno d'Ungheria ed entrò a far parte della nobiltà ungherese.
Wolfer fu anche uno dei due antenati meno recenti di cui si ha notizia della potente famiglia degli Héder e progenitore della ricca famiglia dei Kőszegi, che governò l'intero Transdanubio all'apice della sua forza.

## Biografia

### Origine e arrivo in Ungheria
(Chronica Picta)
(Simone di Kéza, Gesta Hunnorum et Hungarorum)
La Chronica Picta, scritta da Marco di Kalt, fa erroneamente riferimento accidentalmente o intenzionalmente al gran principe Géza (972 circa-997), padre di Santo Stefano, il primo re d'Ungheria. È invece possibile che Wolfer e Héder arrivarono in Ungheria durante i primi anni di regno di Géza II d'Ungheria (sicuramente prima del 1146), che ancora non aveva raggiunto la maggiore età.
Il luogo di origine dei fratelli è controverso. Le Gesta Hunnorum et Hungarorum di Simone di Kéza riferiscono che Wolfer e Héder giungevano da «Vildonia» alla testa di quaranta soldati ben equipaggiati, accennando a un castello in Stiria, ma poiché tale struttura venne edificata solo dopo il 1157, l'informazione è da considerarsi errata. Nella sua opera, la Chronica Hungarorum, Giovanni di Thurocz afferma che i due cavalieri provenivano da Hainburg di «Alemannia», ossia dal ducato di Svevia. Presumibilmente la versione di Marco di Kalt è più vicina alla verità, poiché nella prima metà del XII secolo a Hainburg vi era un cavaliere di nome Wolfger von Erlach.
Poiché in seguito il clan Héder assunse il nome da Héder e non da suo fratello maggiore, lo storico János Karácsonyi ha sostenuto che Héder «aveva più talento di Wolfer o visse molto a lungo' [dopo la morte del fratello]».

### In Ungheria

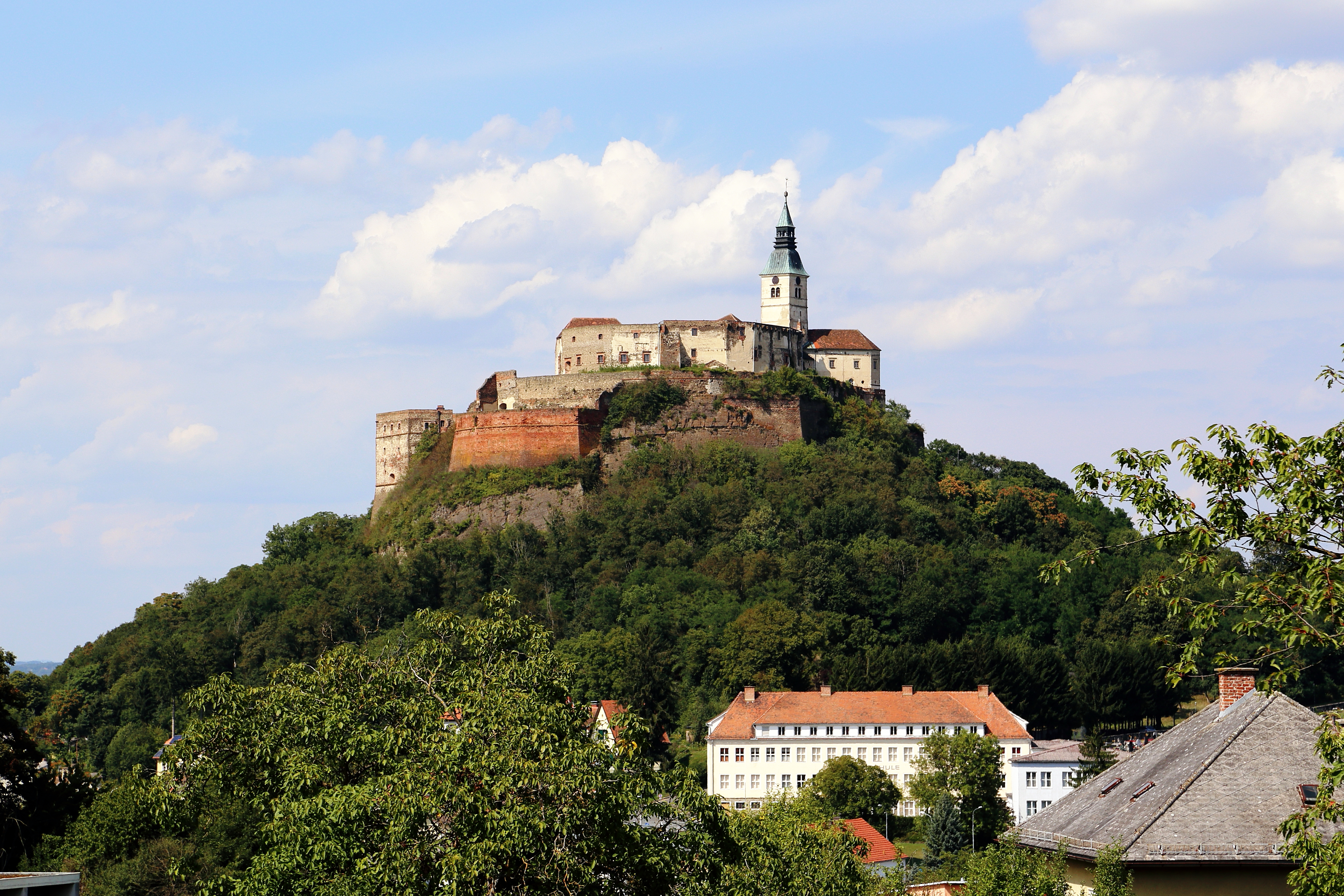
Burg Güssing, costruito da Béla III d'Ungheria sulle fondamenta del monastero espropriato di Küszén, fondato da Wolfer nel 1157

Sia Wolfer che Héder divennero stretti confidenti di Géza II, il cui regno fu caratterizzato dal confronto con Federico Barbarossa, che tentava di estendere la sua influenza sul regno d'Ungheria. Wolfer figura tra i testimoni in diverse carte reali di Géza II emesse nel periodo 1156-1158, le quali confermano la sua frequente presenza alla corte reale. Poco prima del 1161, Wolfer negoziò anche con Everardo, arcivescovo di Salisburgo, considerato un chierico fidatissimo di papa Alessandro III e oppositore interno all'imperatore dopo il controverso conclave del 1159. Attraverso il suo emissario, appunto Wolfer, il re Géza raccomandò un'alleanza e promise protezione a Everardo contro Federico Barbarossa. Una missiva dell'arcivescovo al monarca ungherese, scritta nel 1161, conferma che Wolfer fosse ormai deceduto.
Nel 1157, Gervasio, vescovo di Giavarino, contribuì e favorì per i benedettini la fondazione dell'abbazia di Küszén (la futura Németújvár e corrispondente alla moderna Burg Güssing, in Austria), al comes Wolfer, che donò al monastero diverse terre e vigneti circostanti. Gervasio subordinò il monastero all'abbazia di Pannonhalma e dedicò il nuovo monastero alla Vergine Maria. L'atto di fondazione dell'abbazia di Küszén è sopravvissuto grazie a una ricopiatura in versione abbreviata del 1230, sulla quale alcuni storici hanno in passato dubitato della sua autenticità. Stando allo storico Richárd Horváth, Wolfer non vi eresse una fortezza di legno, contrariamente a quanto riferito nelle cronache medievali. Il documento istitutivo sottolinea anche che il monte di Küszén era una «terra desolata e disabitata» prima dell'erezione dell'abbazia. In quanto fondatore del monastero, Wolfer vi fu sepolto.
Tuttavia, qualche decennio più tardi, Béla III d'Ungheria (al potere dal 1172 al 1196) confiscò l'abbazia di Küszén ai benedettini e, basandosi sulle mura dell'edificio religioso, costruì un castello reale chiamato Németújvár, o semplicemente Újvár, ("Castello Nuovo", oggi Güssing, in Austria) in cima alla collina tra il 1175 e il 1185, a causa della sua importante posizione strategica lungo il confine imperiale. Egli compensò il suo patrono, il comes Hencse (figlio di Wolfer) con il patrocinio della nuova abbazia di Kapornak, nel comitato di Zala. Il pronipote di Wolfer era il potente signore Enrico Kőszegi, la cui famiglia governò l'intero Transdanubio e la porzione settentrionale della Slavonia in maniera indipendente rispetto alla corona a cavallo tra il XIII e il XIV secolo.